# Richard Dubugnon
Richard Dubugnon, né le 9 septembre 1968 à Lausanne, est un musicien et compositeur vaudois (Suisse) installé en France depuis 1979.

## Biographie

### Enfance - 2003
Richard Dubugnon grandit à Lausanne, son père Rémy Dubugnon est pilote et représentant commercial pour Piper Aircraft et sa mère Gemma Salem, d'abord comédienne, deviendra un écrivain renommé. Après la mort accidentelle de son père, il émigre dans le sud de la France avec sa mère, son frère et le pianiste et compositeur suisse René Bottlang. Après quelques cours de piano qu'il ne poursuivra pas, il commence sérieusement la musique à l'âge de 20 ans, se consacrant à la contrebasse et à l'écriture, après des études d'histoire à Montpellier (DEUG). Son premier maître d'Harmonie et d'Analyse musicale est Alain Margoni, lui-même élève de Florent Schmitt. Après seulement deux ans d’écriture et quatre ans de contrebasse, Richard est reçu au Conservatoire national supérieur de musique de Paris, où il obtient un 1er prix de Contrepoint en 1993, un 2d prix de Fugue en 1994 et un 1er prix de Contrebasse (classe de Jean-Marc Rollez) en 1995, avant de partir au Royaume-Uni, où il obtient un Master de Composition à la Royal Academy of Music à Londres (1997) dans la classe de Paul Patterson. En 1996, il reçoit le Prix de la Fondation Nadia et Lili Boulanger, et en 1997 il obtient le 2e Prix du Concours Jeunes compositeurs de l'Orchestre de Chambre de Lausanne pour son ballet Horrifiques op.13. Il reste sept ans à Londres, vivant d'enseignement avant de revenir en France, où sa carrière décolle avec la création de ses premiers Arcanes Symphoniques, commande de Radio France en 2002.
Richard Dubugnon a enseigné la composition à la Purcell School de Londres (1997-2002). En 2002, il sort son premier CD de musique de chambre chez Naxos. Il obtient cette même année le Prix Pierre Cardin de l'Académie des beaux-arts de Paris.

### 2003 - 2010
En 2003, il s'installe à Paris, résidant à l'annexe de Montmartre de la Cité des Arts jusqu'en 2005. Il y compose notamment sa Sonate Phonomorphique no1 pour l'édition de 2004 du Concours international Long-Thibaud qui fut interprétée de manière remarquée par le jury par Jean-Frédéric Neuburger.
Il est surnommé « le fils de Ravel et Prokofiev », en raison du lien de ses œuvres avec celles des maîtres français, russes et d’Europe centrale. Son intérêt pour la voix, l’opéra, les harmonies complexes, la musique de film ou même le funk des années 1970, donne à sa musique un grand lyrisme, une direction narrative et un sens poussé du rythme et des nuances. La création de son Concerto pour violon à la Salle Pleyel en décembre 2008 par Janine Jansen avec l'Orchestre de Paris, dirigés par Esa-Pekka Salonen remporte un grand succès et place Richard parmi les compositeurs les plus remarqués de sa génération, malgré des critiques très négatives de la presse.
Le grand prix lycéen des compositeurs 2009, organisé par La Lettre du musicien pour son disque Arcanes symphoniques (Universal), lui est décerné ex-æquo avec la compositrice Sophie Lacaze.
Il est également contrebassiste pendant de nombreuses années, ajoutant de nouvelles pièces originales et des transcriptions pour son instrument et jouant comme musicien freelance avec des ensembles de musique contemporaine et divers orchestres. Il dirige une collection de musique pour contrebasse aux éditions Gérard Billaudot. Entre 2002 et 2013, il joue régulièrement comme remplaçant tuttiste à l'Orchestre de l'Opéra de Paris.[réf. nécessaire]

### 2010 - 2020
Il est considéré comme un compositeur actuel majeur et sa renommée est aujourd'hui internationale.
Décrite par New York Times en 2011 comme « conduite par une sensibilité moderne et ludique », la musique de Richard Dubugnon est jouée dans le monde entier par de nombreux artistes prestigieux. Richard Dubugnon fut compositeur en résidence à l'Orchestre de chambre de Lausanne (2013-2014) puis avec le Winterthur Musikkollegium (2016-17). Son éditeur principal est Peters. Il dirige également une collection Contrebasse aux éditions Gérard Billaudot. Les éditions Peters commencent à éditer sa musique.
En 2014, il reçoit le Prix Culturel Vaudois Musique. En 2015, il reçoit le Grand Prix de la SACEM Musique Symphonique, pour sa carrière. En 2016, il est nommé dans la catégorie meilleur compositeur de l'année aux Victoires de la Musique Classique. En janvier 2017 sort son deuxième CD monographique chez Naxos qui est salué par la critique.
En 2018, pour son 10e anniversaire, le festival de l'Automne Musical d'Ollon lui commande un oratorio pour honorer St Victor, le patron du Temple d'Ollon et compagnon de St-Maurice. Sur un livret de Christophe Gallaz, il crée Le Mystère d'Agaune pour deux narrateurs (soprano et ténor) chœur mixte, orgue, harmonium, piano et orgue de barbarie, présenté en création mondiale au Temple d'Ollon le 28 octobre 2018 et repris à l'Abbaye de Saint-Maurice le mois suivant, considéré comme un chef-d'œuvre par le journal La Nation.
La même année, est créé à Perth Eros athanatos pour violoncelle, piano et orchestre, fantaisie dédiée aux interprètes Gautier Capuçon et Jean-Yves Thibaudet. Cette quintuple commande émane du West Australian Symphony Orchestra, Antwerp Symphony Orchestra, Orchestre Philharmonique de Radio France, Klavier Festival Ruhr et du Beijing Festival et entame un tour du monde, jusqu'à ce que la crise sanitaire y mette un terme prématuré.
En décembre 2019 est créé au Victoria Hall de  Genève le second volet de Helvetia, Via lemanica avec l'Orchestre de la Suisse Romande sous la direction de Bertrand de Billy qui rencontre un vif succès.

### Depuis 2020
Pendant la pandémie de Covid-19, il travaille en tant que compositeur, improvisateur et interprète sur Basso continuum, un ballet pour contrebasse, électronique et huit danseurs avec le Béjart Ballet à Lausanne, sous la direction artistique du chorégraphe Gil Roman, successeur de Maurice Béjart qui aboutit à une création à l'Opéra de Lausanne. En septembre, il est nommé professeur d'orchestration au conservatoire à rayonnement régional d'Aubervilliers. En avril 2021 sort un disque monographique avec ses deux symphonies de chambre et son concerto pour piano Klavieriana chez Bis Records. En septembre 2021, il retravaille avec Janine Jansen à l'occasion de la création de son Piccolo concerto grosso pour quatuor à cordes et orchestre à cordes et clavecin, commande du Festival de Sion.
En janvier 2022, il devient expert de justice près la Cour d'appel de Paris pour les questions musicales.
En août 2023, après avoir été chargé par les Maisons de Victor Hugo de mettre à jour des partitions de chant et piano d'Adèle Hugo, la fille de Victor Hugo il les orchestre pour l'Orchestre Victor Hugo Franche-Comté qui les donne en création mondiale intégrale au Festival Berlioz à la Côte-Saint-André.
En février 2024, il rejoint les éditions Birdsong, branche de l'agence artistique Harrison and Parrott.

## Compositions (sélection)
- Horrifiques op.13, pour orchestre, Concours Jeunes Compositeurs de l'Orchestre de Chambre de Lausanne, 1997
- Arcanes symphoniques : Triptyque, le Songe Salinas (CD Naxos), 2001[19]
- Cinq Masques, op.10, pour hautbois, 1995
- Étude-Caprice, op.15, pour accordéon ou orgue, 1996
- Pyrophony, pour orchestre op. 24, 1999
- JFZ Variations, op.34 pour contrebasse seule, 2002
- Le Songe Salinas, op.36 pour mezzo-soprano et large orchestre, 2003
- Sonate Phonomorphique no 1, pour piano, Concours Long Thibaud, 2004
- Sonate Phonomorphique no 2, pour piano, Commande de Radio France, 2005
- Sonate Phonomorphique no 3, op.75 palindrome en hommage à Chopin, pour piano, 2016
- Sonate no 4 « Philosophale », op.76, pour piano, 2016
- Sonate no 5, op.82 pour piano, 2018
- La Minute exquise, Hypnos & Retour à Montfort-l'Amaury pour violon et piano[20], 2010
- Piano Trio ‘Dubrovnik’, op.51, pour violon, violoncelle et piano, 2010
- HELVETIA Symphonie, op.61 1. Vol alpin, 2013[21], 2. Via lemanica[22], 2019

- Antitango, op.66, pour violon, 2014, Concours Long Thibaud, 2014
- Klavieriana, op.70, pour piano, orchestre et célesta obligé, 2015
- Après une visite à Gregynog, op.73, pour harpe, 2015
- TE DEUM[23], pour soprano, baryton, chœur mixte, ensemble et orgue pour l'inauguration de la nouvelle Cathédrale de Créteil, 2015

- Caprices 1 à 5 pour orchestre, 2015-21
- TRANS-IT, piano quartet n°2, 2018
- Eros Athanatos, fantaisie concertante pour violoncelle, piano et orchestre, op. 69, 2018
- Le Mystère d'Agaune, oratorio[24], op. 80, 2018, création mondiale le 28 octobre 2018[25] à Ollon
- Le Tombeau de Napoléon, pour trombone ténor solo et orchestre, op. 81, 2018, création mondiale le 25 novembre 2018 à Bruxelles, création française le 13 décembre 2018[26]
- Basso continuum, pour contrebasse, électronique et huit danseurs, Béjart Ballet Lausanne, (chorégraphie Gil Roman) 2 octobre 2020, à l'Opéra de Lausanne[27].
- Heptasyllabes, op.86, 2020, pour sept violoncelles, commande de la Fondation Louis Vuitton pour la Classe d'excellence de Gautier Capuçon.

## Sources
- « Richard Dubugnon », sur la base de données des personnalités vaudoises sur la plateforme « Patrinum » de la Bibliothèque cantonale et universitaire de Lausanne.
- 24 Heures, 16.10.03 p. 19 avec une photographie
- Programme de la saison 2013-2014 de l'OCL.